# Рудка (Вармінсько-Мазурське воєводство)
Рудка (пол. Rudka, нім. Hamerudau) — село в Польщі, у гміні Щитно Щиценського повіту Вармінсько-Мазурського воєводства.
Населення — 879 осіб (2011).

## Демографія
Демографічна структура станом на 31 березня 2011 року:
|          | Загалом | Допрацездатний вік | Працездатний вік | Постпрацездатний вік |
| -------- | ------- | ------------------ | ---------------- | -------------------- |
| Чоловіки | 460     | 131                | 307              | 22                   |
| Жінки    | 419     | 108                | 268              | 43                   |
| Разом    | 879     | 239                | 575              | 65                   |